# مشنقة
المشنقة هي إطار أو منصة، عادةً ما تكون من الخشب، تُستخدم للإعدام شنقاً، وأيضاً كوسيلة للتعذيب من قِبل السلطات التنفيذية للبلدة أو للدولة، ويكون تصميم المشنقة بقاعدة خشبية مرتفعة وقوائم تحمل حبل المشنقة، وتختلف هيئاتها وأشكالها بحسب الزمان والمكان.